# Pachydisca fibuliformis
Pachydisca fibuliformis är en svampart som först beskrevs av James Bolton, och fick sitt nu gällande namn av Jean Louis Emile Boudier 1907. Pachydisca fibuliformis ingår i släktet Pachydisca och familjen Helotiaceae.   Inga underarter finns listade i Catalogue of Life.